# Sogliano Cavour
Sogliano Cavour (Σουḍḍιάνα, Suḍḍiàna o anche Sughiàna in grico, Sughiànu in dialetto salentino, fino al 1862 chiamata Sogliano) è un comune italiano di 3 840 abitanti della provincia di Lecce in Puglia.
È situato nell'entroterra della penisola salentina, a metà strada fra il mare Ionio e il mare Adriatico. All'inizio del XIX secolo insieme a Cutrofiano, Cursi, Cannole ed agli odierni comuni della Grecìa Salentina formava parte dei Decatría Choría (τα Δεκατρία Χωρία), cioè dei tredici paesi di Terra d'Otranto che conservavano la lingua e le tradizioni greche.

## Geografia fisica

### Territorio
Sogliano Cavour sorge a 75 m s.l.m., in un'area esclusivamente pianeggiante. Il comune è compreso tra i 71 e i 79 metri sul livello del mare e dal punto di vista geografico e paesaggistico si presenta particolarmente omogeneo. Il territorio presenta gli elementi tipici del fenomeno carsico e ad est dell'abitato è situata una voragine (vora in gergo locale) nella quale convogliano le acque del ricco sistema di canali provenienti dalle zone più alte a sud di Cutrofiano.
Il territorio comunale, che si estende per 5,17 km² nella parte centrale della provincia, confina a nord e a ovest con il comune di Galatina, a est con il comune di Corigliano d'Otranto, a sud con il comune di Cutrofiano.
- Classificazione sismica: zona 4 (sismicità molto bassa), Ordinanza PCM n. 3274 del 20/03/2003

### Clima
Dal punto di vista meteorologico Sogliano Cavour rientra nel territorio del basso Salento che presenta un clima prettamente mediterraneo, con inverni miti ed estati caldo umide. In base alle medie di riferimento, la temperatura media del mese più freddo, gennaio, si attesta attorno ai +9 °C, mentre quella del mese più caldo, agosto, si aggira sui +25,1 °C. Le precipitazioni medie annue, che si aggirano intorno ai 676 mm, presentano un minimo in primavera-estate ed un picco in autunno-inverno.
Facendo riferimento alla ventosità, i comuni del basso Salento risentono debolmente delle correnti occidentali grazie alla protezione determinata dalle serre salentine che creano un sistema a scudo. Al contrario le correnti autunnali e invernali da Sud-Est, favoriscono in parte l'incremento delle precipitazioni, in questo periodo, rispetto al resto della penisola.
| Sogliano Cavour            | Mesi | Mesi | Mesi | Mesi | Mesi | Mesi | Mesi | Mesi | Mesi | Mesi | Mesi | Mesi | Stagioni | Stagioni | Stagioni | Stagioni | Anno |
| Sogliano Cavour            | Gen  | Feb  | Mar  | Apr  | Mag  | Giu  | Lug  | Ago  | Set  | Ott  | Nov  | Dic  | Inv      | Pri      | Est      | Aut      | Anno |
| -------------------------- | ---- | ---- | ---- | ---- | ---- | ---- | ---- | ---- | ---- | ---- | ---- | ---- | -------- | -------- | -------- | -------- | ---- |
| T. max. media (°C)         | 12,4 | 13,0 | 14,8 | 18,1 | 22,6 | 27,0 | 29,8 | 30,0 | 26,4 | 21,7 | 17,4 | 14,1 | 13,2     | 18,5     | 28,9     | 21,8     | 20,6 |
| T. min. media (°C)         | 5,6  | 5,8  | 7,3  | 9,6  | 13,3 | 17,2 | 19,8 | 20,1 | 17,4 | 13,7 | 10,1 | 7,3  | 6,2      | 10,1     | 19,0     | 13,7     | 12,3 |
| Precipitazioni (mm)        | 80   | 60   | 70   | 40   | 29   | 21   | 14   | 21   | 53   | 96   | 109  | 83   | 223      | 139      | 56       | 258      | 676  |
| Umidità relativa media (%) | 79,0 | 78,9 | 78,6 | 77,8 | 75,7 | 71,1 | 68,4 | 70,2 | 75,4 | 79,3 | 80,8 | 80,4 | 79,4     | 77,4     | 69,9     | 78,5     | 76,3 |

- Classificazione climatica di Sogliano Cavour:[8]
  - Zona climatica: C
  - Gradi giorno: 1225

## Origini del nome
Il nome potrebbe derivare da Solium Jani, poiché si ritiene che nella località venissero adorati il dio Sole e il dio Giano Bifronte. Secondo un'altra ipotesi potrebbe essere un prediale e derivare dal nome latino di persona Sollius con l'aggiunta del suffisso -anus che indica possesso. Dai documenti storici sono deducibili i vari nomi adottati e mutati nel tempo: Sculano, Sulano, Sugliano, Suiano e, in grico, Suddiàna o Sughiàna. La specifica Cavour venne aggiunta dopo l'annessione al Regno d'Italia in onore allo statista piemontese, primo Presidente del Consiglio dei Ministri del nuovo Regno, per distinguersi dall'omonimo comune romagnolo nella provincia di Forlì.

## Storia
Secondo le interpretazioni di alcuni studiosi la nascita di Sogliano si fa risalire in epoca magno-greca oppure al periodo della dominazione bizantina. Un'antica leggenda tradizionale anticipa la sua origine alle popolazioni italiche che professavano il culto di Giano, il dio Bifronte, o del dio Sole (del quale compare il simbolo anche sullo stemma).
Di sicuro il casale ebbe origine durante il periodo magno-greco, risorse sotto l'Impero romano come granarium della vicina Soleto e dopo un periodo di decadenza si sviluppò con i monaci basiliani, giunti nel Salento dall'Oriente per sfuggire alla lotta iconoclasta. I basiliani diedero un forte impulso all'economia locale e crearono numerosi luoghi di culto (grotte, cripte, cenobi). In questo periodo il paese è denominato Sughiana.
In epoca normanna, il casale venne infeudato a varie famiglie nobiliari. Dal 1055 entrò a far parte della Contea di Lecce, allora appartenente a Roberto il Guiscardo, e dal 1088 passò alla Contea di Soleto rimanendovi fino al 1648. Visse un periodo di massimo splendore durante il governo di Raimondello del Balzo Orsini. Nel 1664 il feudo fu acquistato dai Filomarini che lo vendettero, alla fine del XVII secolo, ai duchi Ferrari. Questi ultimi ne detennero il possesso fino all'eversione della feudalità (1806).

### Simboli
Lo stemma civico di Sogliano Cavour raffigura su sfondo d'azzurro un sole e una luna. Le divinità del dio Sole e del dio Giano sono figure dell'antica tradizione soglianese. Il gonfalone è un drappo di bianco.

## Monumenti e luoghi d'interesse

### Architetture religiose

#### Chiesa di San Lorenzo Martire

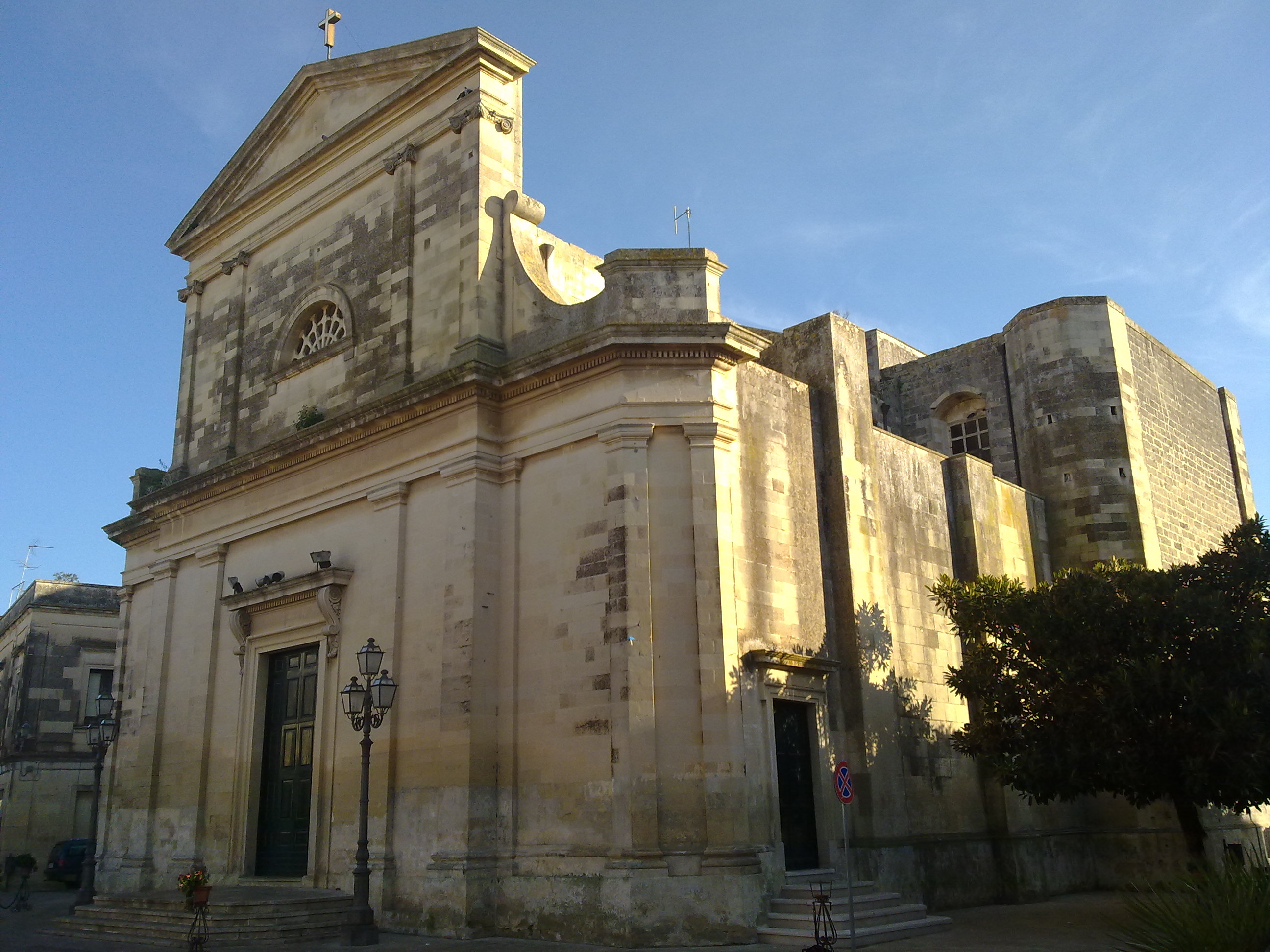
Chiesa di San Lorenzo Martire

La chiesa madre di San Lorenzo Martire risale presumibilmente al XV secolo e la sua intitolazione si deve ai Padri Agostiniani, fondatori del locale complesso monastico di Sant'Agostino, che nel XVII secolo favorirono il passaggio dal rito greco a quello latino. Nella metà del XIX secolo, con l'aumento della popolazione, fu necessario ampliare l'edificio e la chiesa assunse l'aspetto e le dimensioni attuali. Sull'ingresso si può leggere la scritta: “Aere collectitio et Familiae Micheli A. 1889 D.”, che testimonia la grande generosità della famiglia Micheli che contribuì alle spese per ultimare i lavori. La ristrutturazione determinò la fusione dell'antico stile barocco con il nuovo stile neoclassico.
Intorno all'antica chiesa, rimasta al centro, furono aggiunte le navate laterali, il transetto e l'abside semicircolare. La facciata, di chiaro gusto neoclassico, è semplice e lineare con un solo portale d'ingresso e termina con un timpano triangolare. L'interno, a croce latina, si sviluppa con tre navate separate da pilastri che sorreggono archi a tutto sesto. L'incrocio dei bracci è dominato da una cupola affrescata con angeli che recano i simboli di San Lorenzo. Oltre al barocco altare maggiore in pietra leccese, sono presenti gli altari laterali dedicati alla Madonna del Rosario, alla Madonna Addolorata, a San Michele, a San Giuseppe e al Crocefisso. Di pregevole interesse artistico sono l'antico mosaico pavimentale nella navata di sinistra, il settecentesco organo a canne e la statua in legno policromo di San Lorenzo.

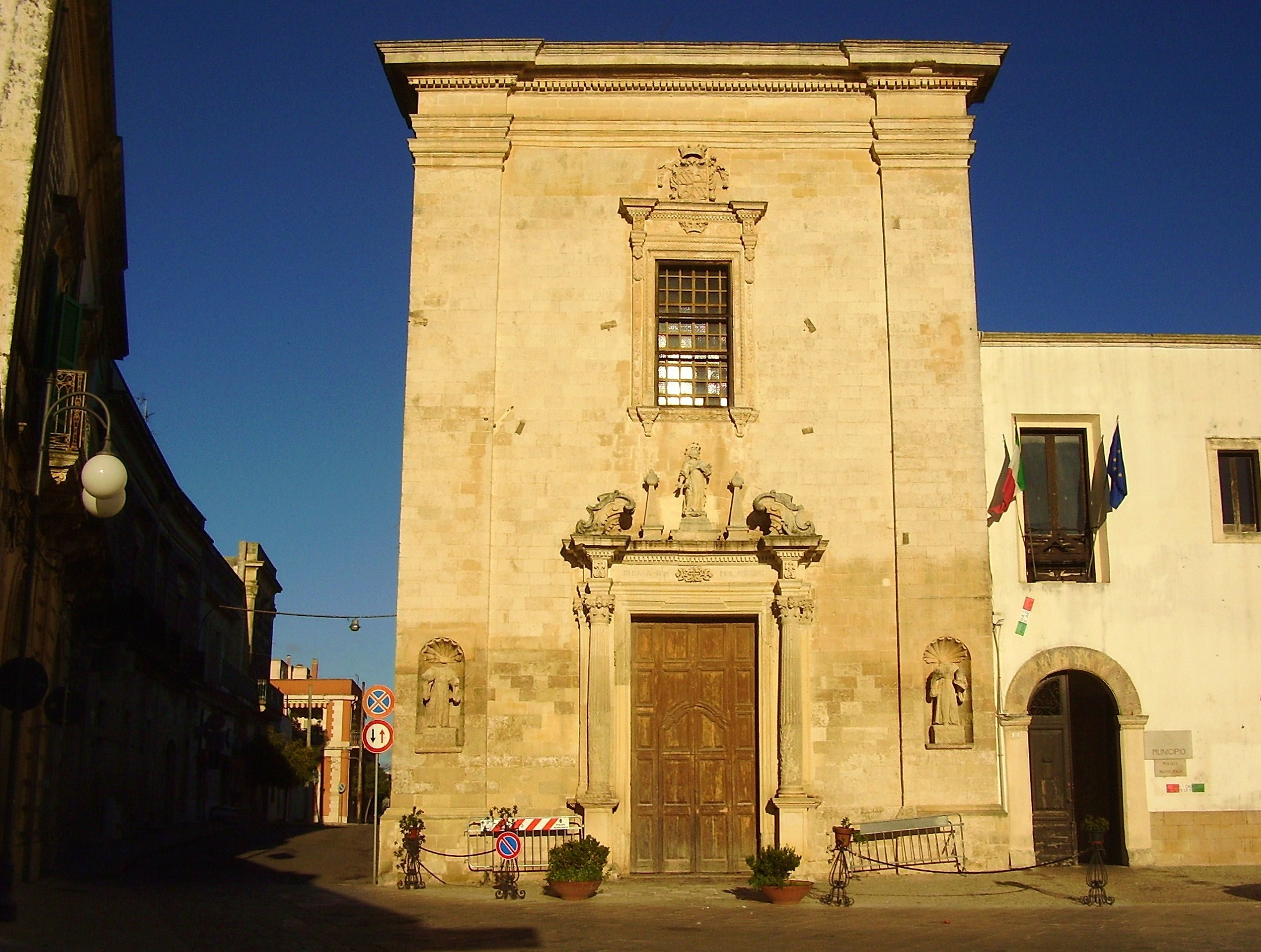
Chiesa di Maria SS. Annunziata

#### Chiesa di Maria Santissima Annunziata
La chiesa di Maria Santissima Annunziata, annessa al monastero degli Agostiniani, fu ultimata nel 1660 così come ricorda la data incisa sul prospetto. Fu edificata su un complesso di grotte basiliane del quale rimane la cripta della Madonna del Riposo, a cui si accede tramite una scala posta al lato dell'altare maggiore.
Presenta una sobria facciata inquadrata da due alte paraste nelle quali si aprono due nicchie contenenti le statue di Sant'Agostino e di San Nicola da Tolentino. Al centro è il portale d'ingresso, incorniciato da due colonne con capitelli corinzi che sostengono il timpano su cui è incisa l'epigrafe latina Deipare Semper Virgini e su cui troneggia la statua della Vergine. In asse con il portale è posta una finestra rettangolare sormontata dallo stemma araldico dei Filomarino, promotori della chiesa. L'interno, a navata unica, è scandito da sei brevi cappelle che accolgono altrettanti altari laterali in pietra leccese dedicati al Crocifisso, all'Immacolata, a Santa Monica (a destra), a San Nicola da Tolentino, alla Natività e a Sant'Agostino (a sinistra). Il presbiterio custodisce un barocco altare maggiore e un coro ligneo settecentesco. Arricchiscono l'edificio tre tele raffiguranti la Madonna del Buon Consiglio, la Madonna del Rosario e San Vincenzo Ferreri.

#### Monastero degli Agostiniani
Il Monastero di Sant'Agostino risale alla prima metà del XVII secolo. L'edificio ha una semplice facciata priva di elementi decorativi e gli ambienti si distribuiscono intorno al chiostro quadrangolare con porticato e cisterna centrale. Il porticato presenta quattro arcate per lato e ogni arcata poggia su quattro colonne lineari. 

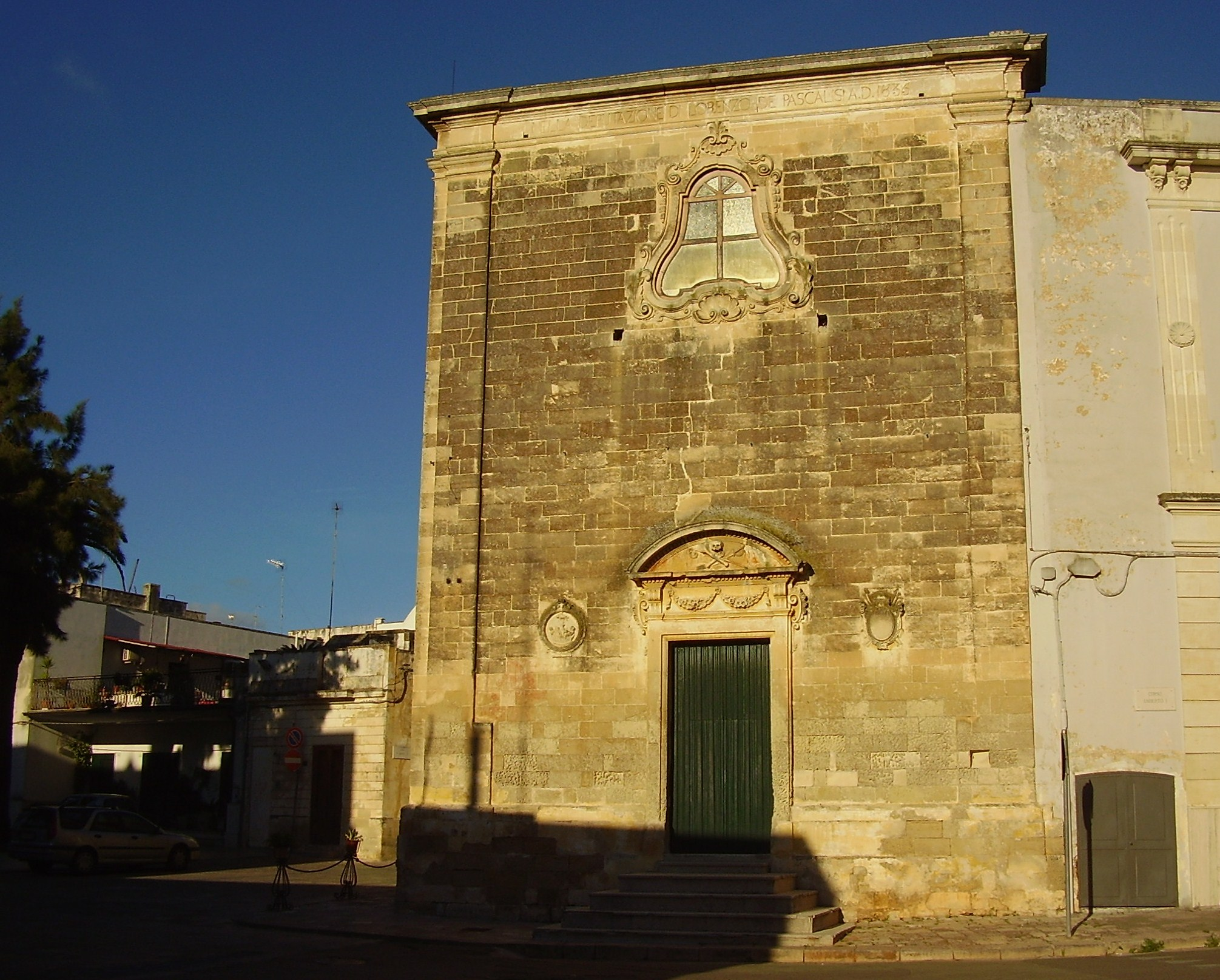
Chiesa delle Anime Sante

Il monastero, ora sede del Municipio, è di proprietà del comune dal 1º settembre 1867, in seguito alla legge di soppressione degli ordini religiosi e al conseguente incameramento dello Stato delle proprietà ecclesiastiche (1866). Tuttavia gli Agostiniani abitarono l'edificio sino al 1962, anno in cui gli ultimi Padri Agostiniani si trasferirono a Napoli.

#### Chiesa delle Anime Sante del Purgatorio
La chiesa delle Anime Sante del Purgatorio sorge su un complesso di grotte basiliane dedicate a San Trifone. Il primo impianto risalirebbe al XIII secolo e successivamente l'edificio venne riedificato tra la fine del XVI e i primi anni del XVII secolo. Con l'abbattimento delle antiche mura urbiche del paese, fu ampliata e ristruttura nella prima metà dell'Ottocento.
Presenta una facciata essenziale con un sobrio portale e un rosone mistilineo. Sul frontone è inciso Nella Deputazione di Lorenzo De Pascalisi A.D.1835. L'interno è ad aula unica, priva di decorazioni, con semplice altare maggiore. Sono conservate le statue lignee della Madonna del Carmine, dell'Addolorata e di Gesù morto.

### Architetture militari
- Palazzo Baronale, sorto su una struttura difensiva del XII secolo.

### Siti archeologici
- Menhir Pilamuzza

## Società

### Evoluzione demografica
Abitanti censiti

### Etnie e minoranze straniere
Al 31 dicembre 2020 a Sogliano Cavour risultano residenti 100 cittadini stranieri.

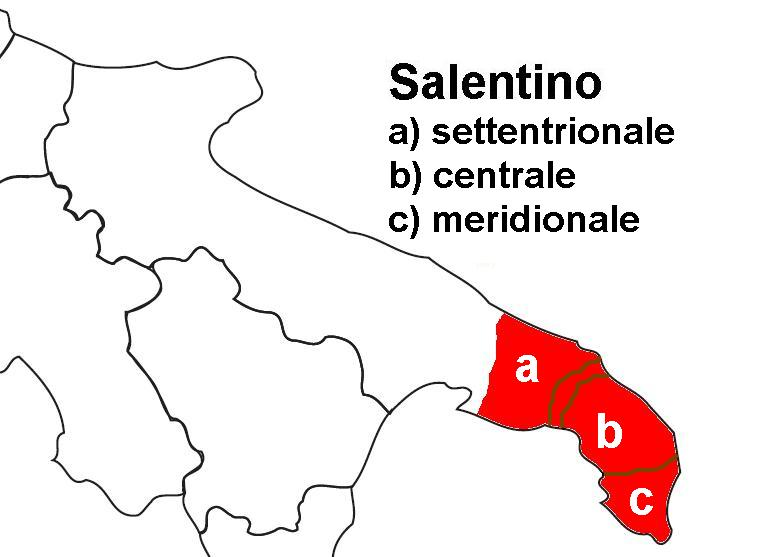
Diffusione del dialetto salentino

### Lingue e dialetti
Il dialetto parlato a Sogliano Cavour è il dialetto salentino nella sua variante centrale che corrisponde al dialetto leccese. Il dialetto salentino, appartenente alla famiglia delle lingue romanze e classificato nel gruppo meridionale estremo, si presenta carico di influenze riconducibili alle dominazioni e ai popoli stabilitisi in questi territori nei secoli: messapi, greci, romani, bizantini, longobardi, normanni, albanesi, francesi, spagnoli.

## Cultura

### Istruzione

#### Scuole
Nel comune di Sogliano Cavour hanno sede una scuola primaria e una scuola secondaria di primo grado appartenenti all'Istituto Comprensivo Statale di Cutrofiano. Ha sede inoltre una scuola dell'Infanzia paritaria, gestita dalle Suore Adoratrici del Sangue di Cristo.

### Eventi
- Festa di San Lorenzo - 9/10/11 agosto
- Sagra delle friseddhe, purpette e vinu (Sagra delle friselle, polpette e vino) - ultima decade di agosto
- Notte della Taranta - agosto
- Festa di San Luigi - 21 giugno

## Economia
L'economia cittadina è prettamente agricola basata sulla produzione vitivinicola, olearea e sulla coltivazione degli ortaggi. È presente una zona artigianale nella quale operano e hanno sede diverse attività commerciali e produttive.

## Infrastrutture e trasporti

### Strade
I collegamenti stradali principali sono rappresentati da:
- Strada statale 16 Adriatica, uscita Corigliano d'Otranto

Il centro è anche raggiungibile dalle strade provinciali interne SP138 Sogliano Cavour-Soleto, SP139 Sogliano Cavour-intersezione SP363 Cutrofiano-Aradeo, SP238Corigliano d'Otranto-Sogliano Cavour-Noha, SP362 Galatina-Sogliano Cavour-Cutrofiano.

### Ferrovie
Le stazioni ferroviarie più vicine sono quelle di Galatina, posta sulla linea Zollino-Gallipoli, e di Corigliano d'Otranto, posta sulla linea Lecce-Otranto, entrambe delle Ferrovie del Sud Est.

## Amministrazione
Di seguito è presentata una tabella relativa alle amministrazioni che si sono succedute in questo comune.
| Periodo           | Periodo        | Primo cittadino    | Partito                            | Carica  | Note   |
| ----------------- | -------------- | ------------------ | ---------------------------------- | ------- | ------ |
| 20 giugno 1988    | 7 giugno 1993  | Angelo Polimeno    | Partito Comunista Italiano         | Sindaco | [ 14 ] |
| 7 giugno 1993     | 28 aprile 1997 | Angelo Polimeno    | Partito Democratico della Sinistra | Sindaco | [ 14 ] |
| 28 aprile 1997    | 14 maggio 2001 | Angelo Polimeno    | centro-sinistra                    | Sindaco | [ 14 ] |
| 15 maggio 2001    | 30 maggio 2006 | Salvatore Polimeno | centro                             | Sindaco | [ 14 ] |
| 30 maggio 2006    | 16 maggio 2011 | Salvatore Polimeno | lista civica                       | Sindaco | [ 14 ] |
| 16 maggio 2011    | 5 giugno 2016  | Paolo Solito       | lista civica Sogliano si cambia    | Sindaco | [ 14 ] |
| 5 giugno 2016     | 29 giugno 2018 | Paolo Solito       | lista civica                       | Sindaco | [ 14 ] |
| 21 settembre 2020 | in carica      | Giovanni Casarano  | lista civica Liberi per cambiare   | Sindaco | [ 14 ] |

## Sport

### Tennistavolo
- ASDTT "Don Giuseppe Palamà" - Società che milita nel campionato regionale di serie C2, per anni ha militato nel campionato nazionale di serie C1. In passato ha militato anche nel campionato di serie B2.
- Campionati Regionali Giovanili della Puglia: Campione Regionale Allievi 2014 - GRECO LORENZO atleta della società ASDTT Don Giuseppe Palamà - Castellana Grotte 07/06/2014.
- Campionati Italiani Tennistavolo 2009: La prima medaglia per la Puglia arriva dall'atleta dell'ASDTT Don Giuseppe Palamà Salvatore Maggiore, argento in coppia con il campano Claudio Gammone (TT Caserta). Lo stesso atleta sale ancora su podio, aggiudicandosi la medaglia di bronzo nel singolare.
- Ha un proprio sito ufficiale: https://web.archive.org/web/20141222012102/http://www.tennistavolosogliano.it/

### Calcio
- "Sportinsieme Sogliano"- Militante nel campionato regionale di Prima Categoria Girone C .
- "Sportinsieme Sogliano Femminile" - Militante nel Campionato CSI Open Femminile Girone Sud Salento.

### Pallamano
- A.S.D. Pallamano Sogliano- Attualmente militante nel Campionato Regionale Serie B Maschile girone Puglia, ha partecipato, per tre anni consecutivi, al campionato nazionale di Serie B maschile.

### Softair
- A.S.D. Badwolf - Softair Team. Ha affrontato diverse amichevoli e tornei con alcuni Club salentini e nazionali.

### Articoli
- Gerhard Rohlfs, Toponomastica greca nel Salento (PDF), Tübingen, 1964. URL consultato il 7 giugno 2018 (archiviato dall'url originale il 1º agosto 2017).